# Marcos Pereira
Marcos Pereira, né le 4 avril 1972 à Linhares (Brésil), est un pasteur évangélique charismatique, avocat et homme politique brésilien. Il est Président national du Parti républicain depuis 2011 et député fédéral de São Paulo depuis 2019. Il est 1er Vice-Président de la Chambre des députés et du Bureau du Congrès national de 2019 à 2021, ministre de l’Industrie, du Commerce extérieur et des Services entre 2016 et 2018.

## Biographie
Il est né le 4 avril 1972 à Linhares (Brésil) .

### Carrière
En 1995, il devient directeur administratif et financier de RecordTV à Rio de Janeiro, jusqu’en 1999. En 1999, il est directeur de Rede Mulher. En 2003, il est vice-président de RecordTV, jusqu’en 2009. 
En 2005, il obtient un diplôme en droit à l’Université Paulista de São Paulo . Par la suite, il obtient une spécialisation en droit et procédure pénale à l’Université presbytérienne Mackenzie.
En 2011, il devient pasteur de l'Église universelle du royaume de Dieu et élu président national du Parti républicain.
En 2016, il devient ministre de l’Industrie, du Commerce extérieur et des Services jusqu’en 2018. 
En 2019, il devient 1er Vice-Président de la Chambre des députés et du Bureau du Congrès national jusqu’en 2021. En 2019, il devient député fédéral de São Paulo.